# Rodbina Pangerc
Predstavniki rodbine Pangerc - Pongracz, so bili zemljiški posestniki, upravitelji škofovskih posesti v Bregu ter nosilci drugih upravnih funkcij v Istrski mejni grofiji. 

## Izvor
Predstavniki te rodbine, so v Dolini prisotniod druge polovice 15. stoletja, ko so se v Istro preslili kot škofovski vazali na obsežnem območju dolinske pražupnije. Iz škofijskega registra iz leta 1563 izhaja, da je bil tretji predstavniki te rodbine v »Villi de sancto Odorico« gospod Petrus Pongracz. Gospoda Matthiasa Pongracza pa zanamo leta 1619 kot dolinskega župana, sodnika in škofijskega kamerarija.  

## Jožef Jakob (Josephus Jacobus) Pangerc starejši
Rodil se je v Dolini 15.avgusta 1823 kot prvo rojeni sin zemljiškega posestnika gospoda Josephusa Casparrusa Pangerca, nadžupana dolinske županije in sodnika. Imel je skupno s sinovi in hčerkami 10 otrok; velja omeniti Josipa Pangerca in dve hčerki: to sta bile Uršula Pangerc, poročena z veleposestnikom in županom Ivanom Sancinom iz Doline, in Marija Pangerc, poročena s posestnikom Jakobom Vodopivcem. Uršula, rojena 26.seprembra 1855, je bila leta 1873 imenovanza za prvo cesarsko in kraljevo poštno ekspedientko v Dolini in v Bregu nasploh. Bila je tudi nadarjena v petju in v pisanju proze ter v uprizarjanju gledaliških predstav, ki so se odvijale v Pangerčevi dvorani v Dolini. Ohranjeni so še njeni zvezki poezij. Več let je pela v zboru Bralnega društva v Dolini, kasneje v zboru društva "Vodnik" in v cerkvenem pevskem zboru v Dolini ter sodelovala v dramskem oz. veseličnem odseku društva. Bila je ustanoviteljica in dolgo let predstojnica Marijene družbe v Dolini pri Trstu.

## Oskar Franc Jožef
Prvorojeni sin Josipa Pangerca, Oskar Franciscus Josephus Pangerc (Oskar Franc Jožef), se je šolal za oficirja pri avstrijski cesarski akademiji za oficirje v Ljubljani. V mladosti je po opravljenem šolanju v Dolini odšel na cesarsko-kraljevo gimnazijo v Pazinu, nato je šolanje za ekonoma dokončal na deželni kranjski šoli na gradu Grm pri Rudolfovem pri Novem mestu. Zaročen je bil z Lojzi Gorup. Med prvo svetovno vojno je bil 6. junija 1915 usmrčen v Nadvorni v Galiciji (sedaj Ukrajina). Star je bil 22 let.

## Pangerčeva rodbinska hiša
Prva omemba te stavbe sega v 13. stoletje, ko je bila slednja omenjena v notarski listini kapiteljskega arhiva sv. Justa v Trstu kot "Domus Domini Episcopi" in "Curia Episcopatus", torej, kot škofovski dvorec z obzidjem. V veliki dvorani so se 27. oktobra leta 1881 sestali Ivan Nabergoj - ustanovitelj političnega društva Edinost, dekan Jurij Jan, koprski okrajni glavar Busizio, Viktor Dolenc, Josip Malalan, Rajmund Mahorčič ter še drugi odborniki Edinosti ter v Pangerčevi dvorani izvolili nov odbor političnega društva Edinost.

## Rodbinski arhiv Pangerc
Hišni arhiv sestoji iz načrtov javnih in zasebnih infrastruktur, zasebnih pisem, bogato knjižnico, časopisi, prosvetne, teološke, šolske knjige, pesniške zbirke,originalnih notnih rokopisov iz 18. in 19. stoletja, ustanovne akte in druge dokumente Hranilnice in posojilnice v Dolini, Dolinske Občine, krajnega šolskega sveta, dunajskega državnega zbora, istrskega deželnega zbora, Vinarske zadruge v Dolini, Okrajne kmetijske zadruge v Dolini, hidrotermalnih zdravilišč v Dolini, dolinske srenje, ipd. Hranijo se še nekateri dokumenti iz gradu Fünfenberg in Socerbskega gradu. Arhiv hrani še fotografski fond s posnetki iz 19. in 20. stoletja.
Zgodovinski arhiv je septembra 2014 Italijansko ministrstvo za kulturo razglasilo za dediščino zgodovinsko kulturnega pomena in ga uradno zaščitilo z ministrskim odlokom. 